# Пекарі (Конотопський район)
Пекарі́ — село в Україні, у Попівській сільській громаді Конотопського району Сумської області. Населення становить 611 осіб. До 2020 орган місцевого самоврядування — Пекарівська сільська рада. Розташоване за 38 км від райцентру.

## Походження назви
Ніяких достовірних документів про назву села Пекарі і роки його заснування не знайдено. В народі існує три перекази про назву села. Перший народний переказ розповідає про те, що назва села походить ніби від назви диких свиней — пекарів, які водилися колись в болотистих заростях, яких було немало навколо села.
Другий розповідає про переселення селян із села Пекарського, що на Київщині, польським князем Вишневецьким ще в першій половині XVII століття.
Третій переказ, появу якого стимулювала російська чиновницька канцелярія, розповідає стандарнту байку про часи Північної війни (1700—1721), коли нібито козацьке село запопадливо працювало на банди Меншикова та Петра Романова, які грабували та плюндрували Україну: «пекарні, у яких випікали хліб для війська царя, дали назву села Пекарі».

## Географія
Село Пекарі знаходиться на лівому березі водосховища Ромен (річка Ромен), вище за течією на відстані 3,5 км розташоване село Коновали (Роменський район), нижче за течією на відстані 2,5 км розташоване село Нехаївка. У селі річка Сухий Ромен впадає у річку Ромен. Поруч проходить автомобільна дорога Т 1907.

## Історія
З 1756 по 1782 рік село входило до складу Голінської сотні Прилуцького полку, місцеві козаки несли рангову службу. Після анексії Гетьманщини з боку Російської імперії, регулярні спроби закріпачити вільних людей.
У книзі О. Лазаревського «Описание старой Малороссии» (1902 р. т. 2, с. 297—298) говориться, що першим державцем села Пекарі був Іван Лисиця, який у минулому командував Брацлавським полком. Після смерті Лисиці залишилося дві доньки. Одна з них — Марія — була одружена з городницьким сотником Андрієм Стаховичем, а друга — з Дорошенком Василем Андрійовичем. 1817 коштом штабс-капітана Петра Стаховича в селі Пекарі побудована церква — єдина в селі.
1834 — в селі 131 двір, де мешкали 601 чоловік. Землею володіли переважно шляхтичі — Олександр Стахович, Петро Стахович, Веніамін Стахович і А. Строй-Ріхтер. Потім утворилося п'ять відомств: Олександрівське, Воіменівське, Софіївське, Петровське та Литарське. Земля кожного відомства в основному належала поміщикам.
Найбільше було Софіївське відомство, яке належало пані Софії. З нею пов'язаний знаковий майновий кофлікт: вона взяла в борг значну суму грошей у козака Віктора Берка, який мешкав у селі Хустянка. Борг сплатила вчасно, але вексель, у якому було зазначено, що майно і земля за несплату боргу перейде до рук кредитора, поміщиця не забрала. Справа дійшла до суду, і суд відсудив майно Берку, але за нечесність вислали його на три роки до Курської губернії. Повернувшися до Пекарів, Берк «купив» дворянство і став називатися Віктор Берченко.
1900 коштом козака Віктора Берченка в селі побудована школа, яка називалася «двохкласне міністерське училище». Це була одна школа на десять навколишніх сіл. У школі працювало два вчителі і навчалося вісімдесят чотири учні.

### У складі УНР
1917 село увійшло до складу УНР. З 1918 потерпало від ленінських банд комуністів. 1921 вони остаточно закріпилися в селі, влаштувавши у маєтку козачки Берченко «комуну ім. Балабана». Прикметно, що ніхто із пекарців до «комуни» не пішов — бандитів вербували у селі Томашівка.
1926 селу дали перший трактор «Фордзон», а згодом «Путіловець». Першим трактористом був Чеберя.

### Комуністичний Голодомор
Село постраждало внаслідок геноциду українського народу, проведеного окупаційним урядом СССР 1923—1933 та 1946–1947 роках.

### Вигнання і повернення сталіністів
3 10 вересня 1941 року до 11 вересня 1943 року село Пекарі жило без комуністичної влади. Сталінські окупанти, повернувшись до села, організували новий голодомор — 1946—1947 роках селян посилено грабували, примушували здавати до колгоспів усе їстівне, у селі знову з'явилися пухлі люди. Разом з тим інваліди війни не мали допомоги, сталінська влада зневажала солдат-калік.

### Напередодні краху СССР
У 1989 році в Пекарях створено самостійне колективне господарство «Іскра», а 14 лютого 1992 року господарство було реорганізовано в асоціацію пайовиків «Іскра».

### Звільнення України
Мешканці села проголосували 1991 року за відновлення державної самостійності України.
На території сільської ради здійснюють діяльність: Пекарівська сільська рада, сільськогосподарське підприємство ПСП «Глорія», сільська лікарська амбулаторія, загальноосвітня школа І-III ст., сільський клуб та бібліотека, приватні крамниці та поштове відділення.

## Політика

### Парламентські вибори, 2019
На позачергових парламентських виборах 2019 року у селі функціонувала окрема виборча дільниця № 590202, розташована у приміщенні клубу.
Результати
- зареєстровано 372 виборці, явка 66,67%, найбільше голосів віддано за «Слугу народу» — 53,23%, за Всеукраїнське об'єднання «Батьківщина» — 16,53%, за Радикальну партію Олега Ляшка — 10,08%[1]. В одномандатному окрузі найбільше голосів отримав Максим Гузенко (Слуга народу) — 41,94%, за Ігоря Шкурата (самовисування) — 20,16%, за Віктора Ладуху (Всеукраїнське об'єднання «Батьківщина») — 16,53%[2].

## Населення

### Мова
Розподіл населення за рідною мовою за даними :
| Мова       | Кількість | Відсоток |
| ---------- | --------- | -------- |
| українська | 602       | 98.53%   |
| російська  | 7         | 1.15%    |
| білоруська | 2         | 0.32%    |
| Усього     | 611       | 100%     |

## Пам'ятки
- Братська могила радянських воїнів[d];

## Уродженці
- Бистро Іван Федорович — радянський військовослужбовець, навідник зброї 627 артилерійського полку 180-ї стрілецької дивізії. Повний кавалер ордена Слави.